# Лысов (хутор)
Лысов — хутор в Суровикинском районе Волгоградской области России. Является административным центром Лысовского сельского поселения.

## История
В «Списке населённых мест Земли Войска Донского», изданном в 1864 году, населённый пункт упомянут как хутор в составе юрта станицы Пятиизбянской Второго Донского округа, при речке Лиске, расположенный в 45 верстах от окружной станицы Нижне-Чирской. В Лысове имелось 26 дворов и проживало 86 жителей (49 мужчин и 37 женщин).

Согласно Списку населённых мест Области Войска Донского по переписи 1873 года в населённом пункте насчитывалось 58 дворов и проживало 156 душ мужского и 153 женского пола.

В 1921 году в составе Второго Донского округа включен в состав Царицынской губернии. В период с 1928 по 1935 годы хутор входил в состав Зрянинского сельсовета Калачёвского района. В 1935 году Зрянинский сельсовет перешёл в подчинение новообразованного Кагановичского района (в 1957 году переименован в Суровикинский). По состоянию на 1963 год Лысов являлся центром Зрянинского сельсовета, который в 1975 году был переименован в Лысовский сельсовет.

## География
Хутор находится в юго-западной части Волгоградской области, на левом берегу реки Лиска, на расстоянии примерно 20 километров (по прямой) к востоку-северо-востоку (ENE) от города Суровикино, административного центра района. Абсолютная высота — 45 метров над уровнем моря.

Климат классифицируется как влажный континентальный с тёплым летом (согласно классификации климатов Кёппена — Dfa). Среднегодовая температура воздуха положительная и составляет + 8,4 °C. Средняя температура самого холодного января −6,9 °С, самого жаркого месяца июля +23,7 °С. Расчётная многолетняя норма осадков — 381 мм. В течение года количество осадков распределено относительно равномерно: наименьшее количество осадков выпадает в феврале (23 мм), наибольшее количество — в июне (42 мм).
Часовой пояс
Хутор Лысов, как и вся Волгоградская область, находится в часовой зоне МСК (московское время). Смещение применяемого времени относительно UTC составляет +3:00.

## Население
| 2010 |
| ---- |
| 371  |

Гендерный состав
По данным Всероссийской переписи населения 2010 года в гендерной структуре населения мужчины составляли 51,2 %, женщины — соответственно 48,8 %.
Национальный состав
Согласно результатам переписи 2002 года, в национальной структуре населения русские составляли 74 %.

## Инфраструктура
В Лысове функционируют средняя общеобразовательная школа, детский сад, фельдшерско-акушерский пункт, дом культуры, библиотека  и отделение Почты России.

## Улицы
Уличная сеть хутора состоит из 5 улиц и 3 переулков.